# 국도 제13호선 (베트남)
국도 제13호선(Quốc lộ 13)은 호알르 국경 검문소에서 호치민시 빈타인군까지 이르는 베트남의 일반 국도로, 총 연장은 140.5 km이다. 해당 국도는 아시안 하이웨이 17호선()의 일부를 이루고 있다. 주요 경유지로는 쩐타인과 호치민시의 시할시인 투득시 등이 있다. 또한 베트남 육군 사관학교가 위치하고 있는 곳이기도 하며, 빈즈엉성과 빈프억성을 위주로 통과한다. 해당 국도의 주요 통과 지역으로는 투언안, 투저우못, 벤깟, 쩐타인, 동푸현, 빈롱, 록닌현 등이 있다. 
그리고 베트남 전쟁이 발발된 와중에는 해당 도로가 미군에 의해 썬더 로드(Thunder Roads)라는 별칭을 지은 것으로 드러난다.